# 1999년 환경보호생물다양성보존법

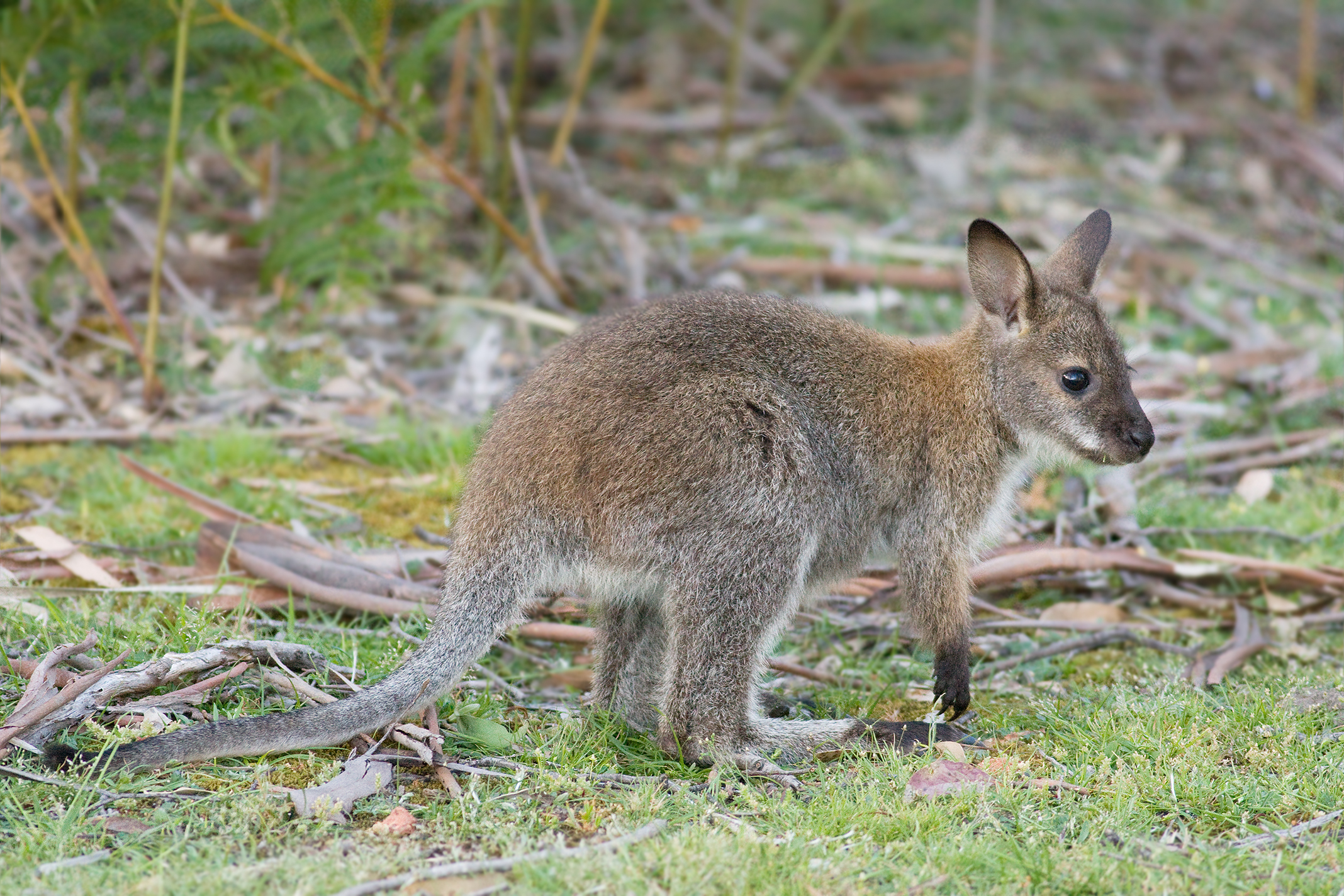
베넷왈라비.

1999년 환경보호생물다양성보존법(Environment Protection and Biodiversity Conservation Act 1999; EPBC Act)은 오스트레일리아 의회에서 오스트레일리아의 환경을 보호하고, 생물 다양성을 보존하며, 자연적 문화적 중요성을 갖는 장소를 보존하기 위한 의도로 만든 법이다. 2000년 7월 17일부터 발효되었으며, 멸종위기종과 생태계를 보호 및 홍보할 수 있도록 돕는다.